# Carretera Guam 1
La Carretera Guam 1 es una de las principales rutas del territorio estadounidense de Guam. La carretera es de sentido suroeste y sureste, desde la primera puerta de la Base Naval de Guam en la comunidad occidental de Santa Rita al noreste de la Base de la Fuerza Aérea Andersen en la comunidad de Yigo.